# Історія телефону
Датою народження першого електричного телефону вважається 14 лютого 1876. Цього дня в американське патентне відомство надійшло дві заявки на апарат для передачі звуків на відстань за допомогою електричного струму. Перша належала американському викладачу школи глухонімих А. Г. Беллу. Друга, що надійшла на дві години пізніше, — американському фізику І. Грею. Обидві заявки були зовсім не подібні, а принципово різні. Белл сконструював електромагнітний передавач (мікрофон), в якому переданий в лінію струм змінювався внаслідок зміни магнітного потоку. Грей же пропонував зовсім інший метод зміни струму : внаслідок зміни при коливаннях мембрани електричного опору стовпчика провідної рідини. Не зупиняючись на зіставленні переваг і недоліків обох пристроїв, відзначимо головне. Белл патентував майже готовий пристрій. Грей ж подав лише попереднє повідомлення про намір винайти пристрій із зазначенням пропонованого принципу його дії.

## Попередні роботи
Але було б несправедливо приписувати лаври отця телефонії тільки лише А. Беллу. Його винаходу передували роботи багатьох учених. Прообраз телефонного апарату, так званий «бурчальний дріт», в 1837 році створив американський учений Ч. Пейдж. Він виявив явище, назване їм гальванічною музикою, — переривчастий струм, що протікає по обмотці електромагніту і викликає звуки певного тону.
У 1860 р. вчитель фізики школи м. Фридрихсдорф (Німеччина) Філіп Рейс (1834–1874), у старому шкільному сараї з підручних засобів (пробка від барильця, в'язальні спиці, стара розбита скрипка, моток ізольованого дроту та гальванічний елемент) створив апарат для демонстрації принципу дії вуха. Його апарат складався з передавача, гальванічної батареї, з'єднувального проводу і приймача. Під впливом звукових хвиль перетинка передавача приходила у коливання, то занурюючи в ртуть, то витягуючи з неї платиновий штифт, пов'язаний лінійним проводом з одним кінцем мідної обмотки котушки приймача. Інший кінець заземлюють. При цьому в колі створювався переривчастий струм, під дією якого сталевий стрижень приймача намагнічувався і розмагнічувався, що і зумовлювало його звучання. Свій апарат, назвавши «телефоном», він продемонстрував 26 жовтня 1861 г перед членами Фізичного товариства Франкфурта. По суті це був «музичний телефон», що передавав звуки по дротах, але це були лише окремі звуки з спотвореним тембром. Саме тому електричний телефон Рейса ніякого успіху не мав. У пресі з'явилося кілька напівіронічно і напівсерйозних статей, а німецький журнал «Гартенлаубе» дав в 1863 р. його опис як іграшки. Механік з Німеччини виготовив у різному оформленні 10-20 телефонів Рейса. Кілька з них навіть продав. Один з примірників опинився в шотландському університеті в Единбурзі, в якому в той час навчався американець англійського походження Олександр Грехем Белл.
У Німеччині Рейс не був ні оцінений, ні визнаний. Тоді він вирушив до Америки, де його заарештували як шарлатана, що намагається вимагати гроші на сумнівну затію — "на споруду апарату, за допомогою якого нібито можна буде передавати людську мову по дротах на будь-яку відстань. Свій апарат він спеціально назвав «телефоном», явно наслідуючи назвою «телеграф», щоб було легше обдурити людей, які чули про успіхи телеграфного апарата, але не знають принципу його дії. Фахівці вважають, що не можна посилати голос по проводах, як передають азбуку Морзе. Втім, якби це і було можливим, то так і не мало б ніякого практичного застосування «, писала газета» Метрополь ".
Практично паралельно, в 1869 році професором Харківського університету Ю. І. Морозовим був розроблений передавач, що являє собою посудину, наповнену струмопровідною рідиною з двома опущеними в неї електродами. Один з них був виготовлений у вигляді металевої пластинки з жорстко укріпленим кінцем. При її коливанні між нею і нерухомим електродом за синусоїдальним законом змінювався електричний опір. Відповідно змінювався і струм в колі. Передавач Морозова являв собою прообраз мікрофона.

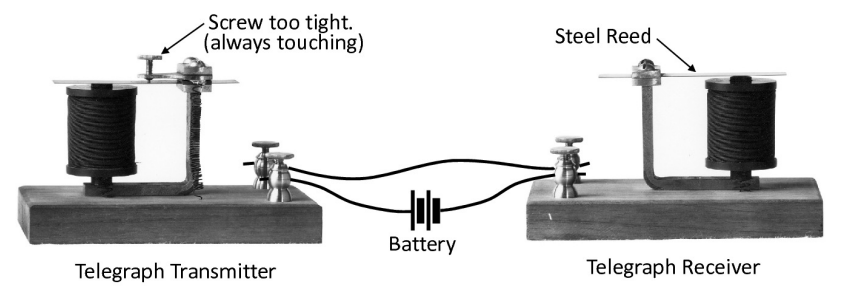
Досвід Белла з передачею звуку 2 червня 1875

Ще в роки навчання, ознайомившись з телефоном Рейса, Белл вирішив створити апарат, що перетворює звуки в світлові сигнали. Він сподівався з його допомогою навчити говорити глухих дітей. Починаючи з 1873 р. він намагався сконструювати гармонійний телеграф, здатний передавати по одному дроту одночасно сім телеграм (за числом нот в октаві). Для цього він використовував сім пар гнучких металевих пластинок, подібних камертону, при цьому кожна пара налаштовувалася на свою частоту. Під час одного з дослідів 2 червня 1875 вільний кінець однієї з платівок на передавальній стороні лінії приварився до контакту. Помічник Белла механік Томас Ватсон, безуспішно намагаючись усунути несправність, чортихався. Знаходячись в іншій кімнаті і маніпулюючи прийомними пластинками Белл своїм чуйним натренованим вухом уловив звук, що дійшов по дроту. Мимовільно закріплена на обох кінцях пластинка перетворилася у своєрідну гнучку мембрану і, перебуваючи над полюсом магніту, змінювала його магнітний потік. Внаслідок цього електричний струм, який надходив в лінію, змінювався відповідно коливанням повітря, викликаного бурмотанням Ватсона. Практично, це і був момент зародження телефону.

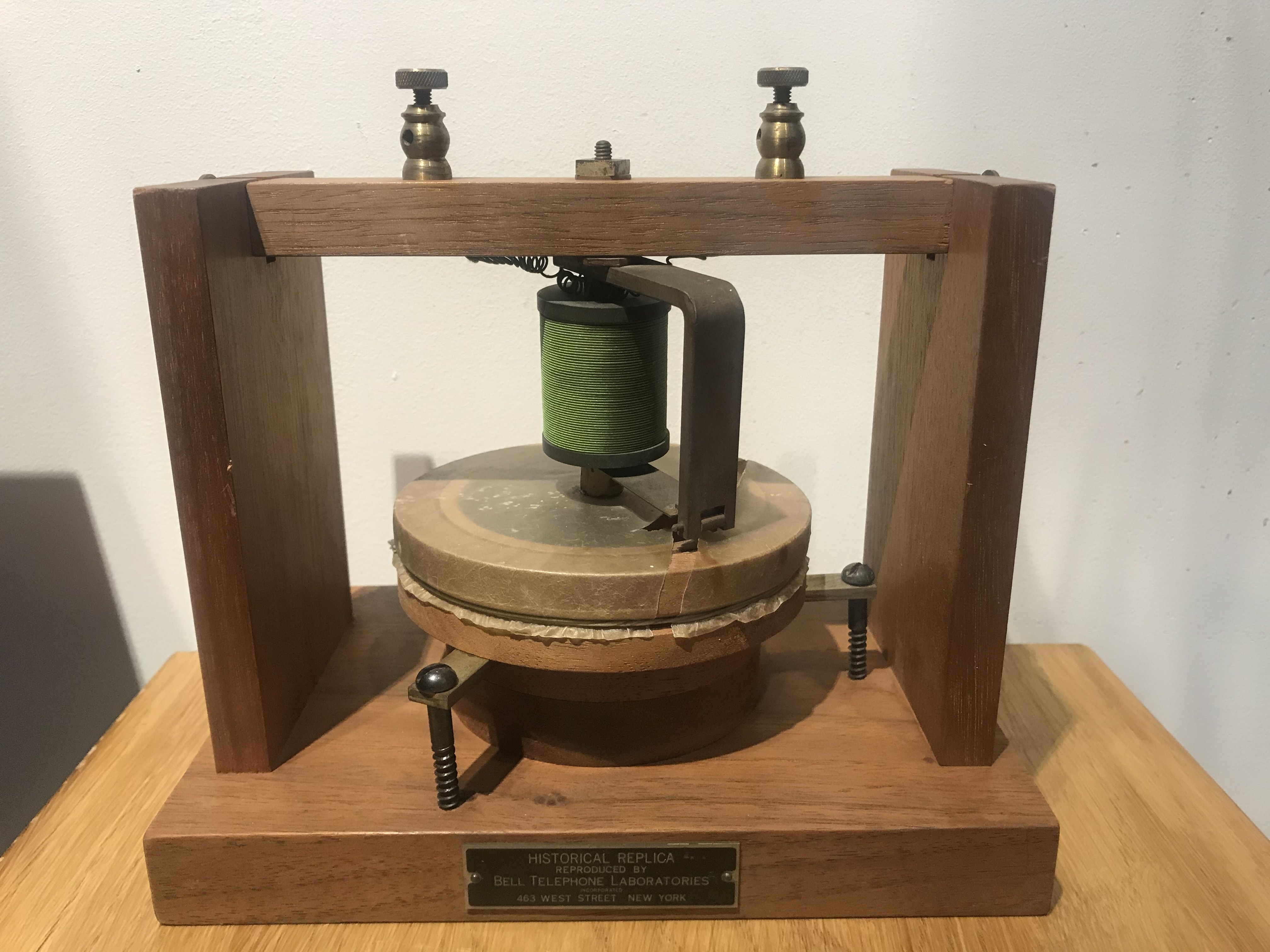
Телефон - "шибениця", створений 3 червня 1875 року. Репліка.

3 червня 1875 року за розпорядженням Белла Томас Ватсон зробив телефон. Він погано працював, і по ньому важко було розпізнати промову. Історики зв'язку навіть прозвали цей телефон "шибеницею". Але Белл продовжив досліди.

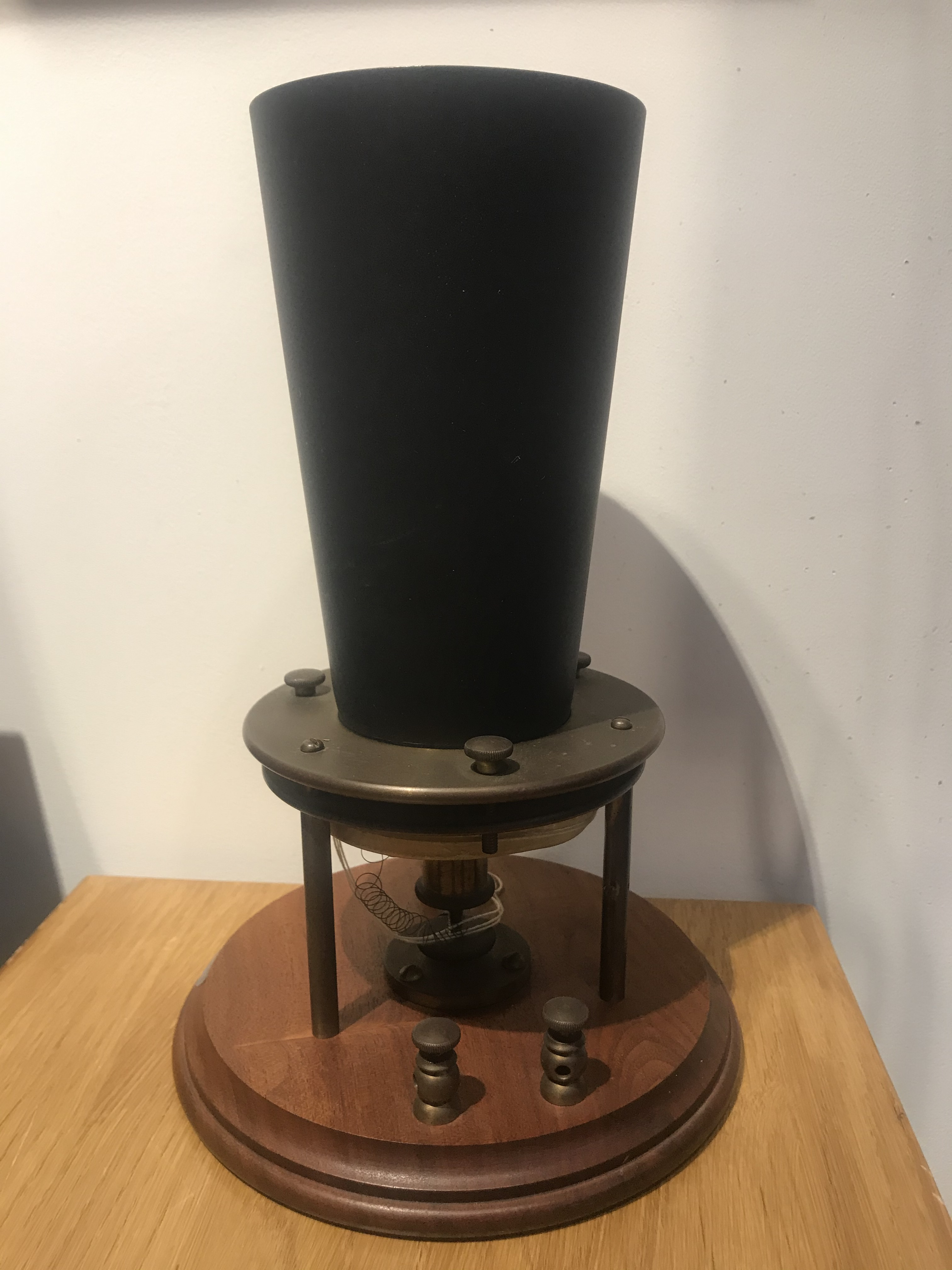
Рідкісний передавач, випробуваний 10 березня 1876 року. Репліка.

Патентну заявку на цей телефон він подав 14 лютого 1876, а 7 березня отримав патент. Через три дні — 10 березня 1876 — по 12-метровому проводу, що з'єднував квартиру Балла з лабораторією на горищі, відбулася передача першої членороздільної фрази, що стала історичною: "Містер Ватсон, йдіть сюди. Ви мені потрібні! ". Незважаючи на позитивний результат, винахід довгий час не знаходив практичного застосування.
Белл давав уявлення з демонстрацією телефону, але рідинний передавач не міг забезпечити надійний та безпребійний зв'язок на великих відстанях. Потрібно було вдосконалити конструкцію.
Якось Емерсона Долбеара попросили взяти участь у дослідах Белла. Коли Емерсон приїхав до Гарвардської обсерваторії на випробування пристрою Белла, він умовив додати електромагніт для посилення вібрації мембрани. Професор Долбеар писав у щоденнику, що раніше в апараті Белла була батарея з 15 елементів Грове, і Белл став прибирати один елемент за іншим. Пристрій продовжував свою роботу, і коли він продовжив роботу з харчуванням тільки від одного елемента, Белл кинувся в танець, заявивши, що тепер він знає, як потрібно робити телефони. 15 січня 1877 представник Белла подав заявку на патент нового телефону, який міг працювати і без батареї, і 30 січня 1877 був виданий американський патент № 186787. Емерсон був обурений тим, що його пристрій був запатентований без його повідомлення і вимагав пояснень. Потім він став одним з основних опонентів Белла, і заперечував його першість у винаході телефону.
Правда, будучи вже знаменитим і багатим, Белл сказав: "Я винайшов телефон завдяки своєму незнанню електротехніки. Жодна людина, хоча б елементарно знайома з електротехнікою, ні за що б не винайшла телефону ". Зерно істини в цій заяві є, оскільки його апарат був незвичайно простий, а якщо слідував би Белл всім законам електротехніки, конструкція повинна була бути набагато складніша …

## Телефонна трубка
Перший телефон з постійним магнітом, що є прообразом нинішнього, був створений в 1878 р. і отримав назву «трубки Белла».
При веденні переговорів трубку Белла необхідно було прикладати поперемінно то до рота, то до вуха, або користуватися двома трубками одночасно. Тому в громадських місцях, де був встановлений телефон, висіло попередження: «Не слухайте ротом, не кажіть вухом». Апаратом зацікавилися ділові кола, які й допомогли винахідникові заснувати «Телефонну компанію Белла». Згодом вона перетворилася на могутній концерн.
У 1878 р. Д. Е. Юз доповів Лондонському королівському суспільству, членом якого він перебував, про відкриття ним мікрофонного ефекту. Досліджуючи погані електричні контакти, Юз виявив, що коливання поганого контакту прослуховуються в телефоні. Випробувавши контакти, виготовлені з різних матеріалів, він переконався, що ефект з найбільшою силою проявляється при застосуванні контактів із пресованого вугілля. Ґрунтуючись на цих результатах, Юз в 1877 сконструював телефонний передавач, названий ним мікрофоном. «Компанія Белла» використовувала новий винахід Юза, тому що ця деталь, якої не було в перших апаратах Белла, усувала основний їхній недолік — обмеженість радіуса дії.
Над удосконаленням телефону працювали багато винахідників (В. Сіменс, Адер, Говер, Штекер, Дольбір, П. М. Голубицький та ін.) Російський вчений Михальський в 1879 році першим у світі застосував вугільний порошок в мікрофоні. Цей принцип використовується до теперішнього часу. Вперше ввівши в схему телефонного апарату індукційну котушку і застосувавши вугільний мікрофон з пресованої лампової сажі, Едісон забезпечив передачу звуку на значну відстань.

## Телефон на залізниці
У 1883 році Павло Михайлович Голубицький для потреб залізниць розробив спеціальну телефонну апаратуру, про що отримав відповідне свідоцтво.
У 1878–1881 рр. він працював у майстернях Бендеро-Галицької залізниці.
У 1878 році створив телефон оригінальної конструкції, так званий телефон-вібратор.
Головні винаходи Голубицького припадають на 1880-ті роки.
У 1882 році сконструював багатополюсний телефон.
До цього часу телефонний зв'язок був організований вже в багатьох містах світу. Однак він був низькоякісний, і в 1883 році на Мюнхенській електротехнічній виставці експертною комісією було дано висновок, що використовувані системи «придатні для передачі звуків тільки на відстані до десяти кілометрів».
Голубицький вивчив причини незадовільної роботи телефонного зв'язку і виявив, що низька чутливість і незадовільна стійкість роботи телефону пояснюються впливом магнітного поля на центр мембрани, в якій утворюється вузол коливань. Голубицький змінив конструкцію, прибравши джерело перешкод. При цьому конструкція нового телефону залишалася дуже простою — два полюси магніту були розташовані ексцентрично щодо центру мембрани, що не викликало її додаткових деформацій.
У тому ж 1883 можливості телефону Голубицького були продемонстровані в Європі. Був організований пробний зв'язок на лінії Париж — Нансі. Комісія французького морського міністерства визнала телефони Голубицького неперевершеними. Апарати його конструкції успішно витримали випробування при переговорах на відстані понад 350 кілометрів.

## Подальша історія телефонії
- 1887 Росія. Принцип центральної батареї

П. М. Голубицький (1883) отримує привілей на систему централізованого живлення телефонних мереж, розроблену ним в 1886 р. Спроби впровадження цієї системи в Росії залишалися протягом двох років безуспішними. В результаті Голубицький передав право на експлуатацію своєї системи Загальній телефонній компанії в Парижі.
Ідея Голубицького полягає в живленні мікрофонів абонентів від загальної батареї, що знаходиться на місцевій телефонній станції, а не в самих телефонних апаратах. Новий підхід дозволив створювати великі телефонні мережі міст і застосовується донині.
- 1889 Канзас-Сіті (США). кроковий шукач

Алмон Браун Строуджер (Almon Brown Strowger) (1839–1902) винайшов основу перших АТС — кроковий шукач. Для просування винаходу на ринок заснував в 1891 р. компанію Strowger Automatic Exchange (з 1901 р. — Automatic Electric Co., Пізніше General Telephone and Electronics).
Спочатку потрібний абонент вибирався набором комбінації кнопок, а шукач звершував два рухи контактних щіток — підйомний і обертальний. Телефон підключався до АТС по 5 дротах. Перша автоматична система була запущена в комерційне використання у Ла-Порті (штат Індіана) в 1892 р. Система дозволяла з'єднуватися з 99 абонентами.
Патент Строуджера втратив чинність у 1914 р., після чого почалося широке застосування АТС.
- 1895 Росія — Велика Британія. Передшукач

Російські інженери М. Ф. Фрейденберг і С. М. Бердичівський-Апостолов отримують англійський патент на АТС з передшукачем.
Застосування громіздких і дорогих шукачів з багаторазовими полями в перших АТС (1889) робило автоматичну комутацію дуже дорогою. Фрейденберг, працюючи над автоматизацією зв'язку, прагнув знайти рішення, що робить АТС рентабельніше ручної станції такої ж ємності. Він прийшов до висновку, що в системі, що складається з 10 000 абонентів, досить забезпечити одночасну можливість спілкуватися один з одним будь-яким 500 парам абонентів замість 5 000 пар.
Створений в 1895 р. М. Ф. Фрейденбергом передшукач і його принцип вільного шукання став основою для проектування АТС. Передшукач вибирає вільний комплект лінійних шукачів при знятті абонентом трубки. У 1896 р. Фрейденберг створив лінійний шукач на 1 000 ліній із загальним багаторазовим полем для групи шукачів, а потім ввів групові шукачі. Макет АТС останньої системи, так званої машинної, пройшов успішні випробування в Парижі в 1898 р.
- 1896 2 червня, Велика Британія. Патент на «бездротовий телеграф»

Г. Марконі (1895) отримав патент Великої Британії № 12039 на винахід бездротового телеграфування.
- 1897 США. дисковий номеронабирач

У початковій системі Строуджера (1889) потрібний абонент вибирався набором комбінації кнопок. У 1897 р. з'явився прототип дискового номеронабирача, який використовувався до недавнього часу.
У телефоні Строуджера не було отворів, а були виїмки подібні зубцям великої шестерні, що займали сектор близько 170 °. Компанія Строуджера представляла вдосконалені моделі телефонів: 1901 р. — настільний апарат з дисковим номеронабирачем; 1902 р. — апарат з дисковим номеронабирачем з отворами; 1905 — отвори займали більшу частину периметра диска.
- 1898 1 грудня Данія. Магнітний запис звуку

Вальдемар Поульсен (Valdemar Poulsen) (1869–1942), данський інженер-електрик, розробив і запатентував перший практичний апарат для магнітного запису і відтворення звуку — «телеграфон» (telegraphone).
Як носій використовувався сталевий дріт, що рухається зі швидкістю 20 см/с, який намагнічується під дією змінного магнітного поля, що формується звуком.
Пристрій привернув підвищену увагу на виставці в Парижі в 1900 р. Кілька слів, вимовлених австрійським імператором Френсісом Джозефом, при відвідуванні ним виставки, були записані на дріт «телеграфона». Ймовірно, це найраніший зі збережених магнітних записів.

## XX століття
- 1904 Автовідповідач

Автовідповідач («Answerphone»), заснований на «телеграфоні» Поульсена (1898) вперше почав застосовуватися на телефонних станціях для відповідей на звернення клієнтів та оголошення рахунків за користування послугами.
- 1909 США. Частотний поділ каналів

Джордж Оуен Скваєр (George Owen Squier) (1865 -?), Генерал-майор корпусу зв'язку США, доктор філософії, винайшов «проводове радіо» — метод посилки по телефонній лінії декількох радіограм одночасно.
- 1910 Швеція. Перший мобільний зв'язок

Ларс Магнус Еріксон (Lars Magnus Ericsson 1876) і його дружина Хільда (Hilda) регулярно використовували «мобільний» телефон, здійснюючи поїздки по сільській місцевості на «безкінній кареті» (автомобілі).

Для під'єднання до телефонної лінії використовувалися дві довгі палиці, до яких були прикріплені дроти. Провід по черзі подвішувався до повітряних ліній, після чого Еріксон крутив динамо телефону, посилаючи сигнал оператору найближчої станції.
- 1925 1 січня, Нью-Йорк. Bell Labs

У результаті реорганізації Western Electric (1882) створена науково-дослідна фірма Bell Telephone Laboratories, Inc.

Серед співробітників цього відомого дослідницького центру — одинадцять лауреатів Нобелівської премії. За час існування Bell Laboratories було отримано понад 27000 патентів. Це транзистор (1947), радар, стереозапис, звукове кіно, передача телепрограми на далекі відстані, супутники зв'язку і лазери, сонячні елементи, операційна система Unix, мови програмування Сі та Сі + +, стільниковий телефонія (1971), інтелектуальна мережа, ІКМ-апаратура для передачі високоякісних аудіо-та відео (1948), широкосмугова комутація пакетів і багато іншого.
- 1927 США. Передача відео

Bell System передає телевізійне зображення президента США Герберта Гувера по телефонних лініях з Вашингтона до Манхеттена. Це перша публічна демонстрація телевізійної передачі на велику відстань в США.
- 1934 Будапешт. SS1

На X пленарній асамблеї Міжнародного телефонного консультативного комітету (CCIF 1924) прийнятий перший стандарт для сигналізації на міжнародних каналах з ручним способом встановлення з'єднань.

Єдиним сигналом був тон частотою 500 Гц, передавався імпульсами з частотою переривання 20 Гц, який використовувався для заняття або звільнення каналу. Сигнал супроводжувався візуальною індикацією.
- 1936 США. Синтез мови

Г. В. Дадлі (HW Dudley), дослідник з Bell Laboratories, створив перший у світі електричний синтезатор мови — «voice coder» («голосовий кодер»).

Синтезатор управлявся оператором за допомогою клавіатури і ножних педалей. Пристрій було продемонстровано на Всесвітній виставці в Нью-Йорку і Сан-Франциско в 1939 р.
- 1938 Патент на ІКМ

А. Х. Ріверс патентує метод перетворення з аналогової форми в цифрову для комутації і передачі.
- 1946 17 червня Сент-Луї (штат Міссурі, США). Рухомий телефонний зв'язок

Компанії AT & T і Bell System почали експлуатацію системи рухомого телефонного зв'язку (MTS). Пропонувалися послуги зв'язку для абонентів з автомобільними радіотелефонами (20 Вт). Система дозволяла з'єднуватися з міською телефонною мережею.

Для полудуплексного зв'язку використовувалося 6 каналів шириною по 60 кГц на частоті 150 МГц. Сильний міжканальний вплив незабаром призвів до необхідності залишити тільки 3 канали.
- 1948 США. Теорема Шеннона

Клод Шеннон (1916–2001) створив теорію інформації, в якій показав, що вплив шуму на передачу по одному каналу зводиться до одного параметру — пропускної здатності каналу.

Роком раніше той же результат був отриманий в СРСР В. А. Котельниковим (1928).
США. Апаратура ІКМ
Клод Елвуд Шеннон (Claude E. Shannon), Джон Р. Пірс (John R. Pierce) і Бернард М. Олівер (Bernard M. Oliver), вчені з Bell Laboratories, розробили першу швидкодіючу цифрову передавальну систему, засновану на кодованих електронних імпульсах. Застосований новий вид модуляції отримав назву імпульсно-кодової (ІКМ). 

Система дозволяла передавати безліч телефонних розмов по одній лінії з високою якістю.
- 1950 США. Бездротовий телефон

Ал Гросс (Al Gross) продемонстрував Федеральній комісії зв'язку США (FCC) можливості використання портативної радіостанції як «бездротового віддаленого телефону» (cordless remote telephone).

Винахід став прототипом бездротових і стільникових радіотелефонів.
- 1954 Європа. SS3 і SS4

CCIF (Міжнародний Телефонний Консультативний Комітет) стандартизував одночастотну систему сигналізації SS3 (2280 Гц), розроблену ще в 1946–1949 рр.

У Європі починає широко застосовуватися нова двохчастотна система сигналізації SS4 (2040 і 2400 Гц). Випробування SS3 і SS4 не виявили переваги однієї системи над іншою, тому обидва протоколи були прийняті для використання в європейських країнах. На практиці SS4 поширювалася значно швидше і ширше, ніж SS3.
- 1956 США. Відеотелефон

У Bell Laboratories розроблена перша система відеотелефонії — PicturePhone.

У PicturePhone використовувалося 3 пари телефонних проводів: одна для передачі звуку і дві (з шириною смуги 1 МГц) для передачі відео в кожному напрямку. Зображення оновлювалося раз на 2 секунди. Для комутації відео використовувалася додаткова АТС (координатної системи).
Велика Британія. Пейджинг
Англійська компанія Multitone вперше в світі представила систему персонального радіовиклику (пейджингову систему), яка була розгорнута в одній з лондонських лікарень.

З малопотужного передавача, що працює в межах декількох корпусів, посилався сигнал, адресований конкретному абоненту. Кожен лікар мав при собі невеликий приймач, який подавав звуковий сигнал при прийомі адресованого йому повідомлення. Лікарю треба було подзвонити з найближчого телефону і з'ясувати, кому і навіщо він знадобився. Кишеньковий приймач отримав назву «пейджер» (від англійського «page» — хлопчик-слуга).
- 1961 США. Тоновий набір

Компанія Bell Laboratories представила систему тонального набору для телефонних мереж компанії Western Electric. Через кілька років тональний набір почав повсюдно витісняти дискові номеронабирачі.
США. Комутація пакетів
Леонард Кляйнрок (Leonard Kleinrock) винайшов комутацію пакетів — принцип, на якому діють мережі передачі даних, наприклад, Інтернет.
- 1965 ІКМ

CCITT (Міжнародний консультативний комітет з телефонії та телеграфії) прийняв рекомендації, стандартизує передачу звуку по цифрових ІКМ-лініях.

На основі цих стандартів діють багатоканальні цифрові лінії E1 і T1.
6 квітня, США. Intelsat
Виведений на орбіту перший супутник зв'язку майбутньої системи Intelsat, що забезпечує 240 телефонних голосових каналів або один двосторонній телевізійний канал між США і Європою. Передача кольорового телебачення між Нью-Йорком і Парижем коштувала $ 13 070 протягом перших 10 хвилин і $ 240 протягом кожної додаткової хвилини.
У 1960—1970-ті рр. із запуском супутників серії «Intelsat 2 .. 4» пропускна здатність і зона охоплення супутникового зв'язку прогресивно збільшувалася. Супутник «Intelsat-4s» (1971 р.) забезпечував 4000 телефонних ліній, а «Intelsat-5» (1980 р.) — 12 000, «Intelsat 6» (1989 р.) — 24 000 лінії. До початку 1990-х рр. система Intelsat забезпечувала найбільшу систему зв'язку в світі.
- 1969 Січень, США. Мобільний залізничний телефонний зв'язок

Почала роботу перша в США комерційна система «стільникового» радіозв'язку, створена компаній Bell System.

Мережа надавала послуги зв'язку з використанням таксофонів пасажирам поїздів, що рухаються між Нью-Йорком і Вашингтоном. Система використовувала 6 каналів у діапазоні 450 МГц. Номінали частот періодично повторювалися в 9 зонах. Довжина лінії 225 миль.

Серед фахівців та істориків немає єдиної думки за фактом зарахування даної системи до розряду «стільникових».
США. ARPANET

Міністерство оборони США об'єднало 4 комп'ютери мережею, яка працювала зі швидкістю 50 Кбіт/c. З цього моменту почалася історія всесвітньої мережі Інтернет.